# Pseudophorellia flavicauda
Pseudophorellia flavicauda är en tvåvingeart som beskrevs av Allen L.Norrbom 2006. Pseudophorellia flavicauda ingår i släktet Pseudophorellia och familjen borrflugor.
Artens utbredningsområde är Colombia. Inga underarter finns listade i Catalogue of Life.